# Pendua
Pendua is een bestuurslaag in het regentschap Noord-Lombok van de provincie West-Nusa Tenggara, Indonesië. Pendua telt 2041 inwoners (volkstelling 2010).